# Saint-Clair-sur-l'Elle
Saint-Clair-sur-l'Elle és un municipi francès situat al departament de la Manche i a la regió de Normandia. L'any 2007 tenia 861 habitants.

## Demografia

### Població
El 2007 la població de fet de Saint-Clair-sur-l'Elle era de 861 persones. Hi havia 326 famílies de les quals 84 eren unipersonals (42 homes vivint sols i 42 dones vivint soles), 119 parelles sense fills, 92 parelles amb fills i 31 famílies monoparentals amb fills.
La població ha evolucionat segons el següent gràfic:
Habitants censats

### Habitatges
El 2007 hi havia 357 habitatges, 332 eren l'habitatge principal de la família, 10 eren segones residències i 15 estaven desocupats. 343 eren cases i 12 eren apartaments. Dels 332 habitatges principals, 213 estaven ocupats pels seus propietaris, 111 estaven llogats i ocupats pels llogaters i 8 estaven cedits a títol gratuït; 2 tenien una cambra, 16 en tenien dues, 42 en tenien tres, 83 en tenien quatre i 188 en tenien cinc o més. 226 habitatges disposaven pel capbaix d'una plaça de pàrquing. A 157 habitatges hi havia un automòbil i a 146 n'hi havia dos o més.

### Piràmide de població
La piràmide de població per edats i sexe el 2009 era:
| Homes | Edats   | Dones |
| ----- | ------- | ----- |
| 0     | 95 o +  | 0     |
| 4     | 90 a 94 | 4     |
| 16    | 85 a 89 | 16    |
| 24    | 80 a 84 | 20    |
| 4     | 75 a 79 | 28    |
| 16    | 70 a 74 | 16    |
| 16    | 65 a 69 | 12    |
| 8     | 60 a 64 | 24    |
| 36    | 55 a 59 | 28    |
| 28    | 50 a 54 | 24    |
| 36    | 45 a 49 | 36    |
| 40    | 40 a 44 | 40    |
| 32    | 35 a 39 | 44    |
| 12    | 30 a 34 | 16    |
| 24    | 25 a 29 | 16    |
| 4     | 20 a 24 | 16    |
| 32    | 15 a 19 | 28    |
| 24    | 10 a 14 | 40    |
| 16    | 5 a 9   | 60    |
| 0     | 0 a 4   | 12    |

## Economia
El 2007 la població en edat de treballar era de 488 persones, 354 eren actives i 134 eren inactives. De les 354 persones actives 327 estaven ocupades (166 homes i 161 dones) i 27 estaven aturades (8 homes i 19 dones). De les 134 persones inactives 66 estaven jubilades, 40 estaven estudiant i 28 estaven classificades com a «altres inactius».

### Ingressos
El 2009 a Saint-Clair-sur-l'Elle hi havia 342 unitats fiscals que integraven 852 persones, la mediana anual d'ingressos fiscals per persona era de 16.408,5 €.

### Activitats econòmiques
Dels 52 establiments que hi havia el 2007, 2 eren d'empreses extractives, 1 d'una empresa alimentària, 1 d'una empresa de fabricació d'altres productes industrials, 8 d'empreses de construcció, 12 d'empreses de comerç i reparació d'automòbils, 4 d'empreses de transport, 2 d'empreses d'hostatgeria i restauració, 2 d'empreses financeres, 4 d'empreses de serveis, 10 d'entitats de l'administració pública i 6 d'empreses classificades com a «altres activitats de serveis».
Dels 19 establiments de servei als particulars que hi havia el 2009, 1 era una gendarmeria, 1 oficina de correu, 2 oficines bancàries, 2 tallers de reparació d'automòbils i de material agrícola, 1 autoescola, 2 paletes, 1 guixaire pintor, 2 fusteries, 2 lampisteries, 1 electricista, 2 perruqueries, 1 restaurant i 1 saló de bellesa.
Dels 4 establiments comercials que hi havia el 2009, 1 era una gran superfície de material de bricolatge, 1 una botiga de menys de 120 m², 1 una fleca i 1 una botiga de material de revestiment de parets i terra.
L'any 2000 a Saint-Clair-sur-l'Elle hi havia 25 explotacions agrícoles que ocupaven un total de 504 hectàrees.

## Equipaments sanitaris i escolars
El 2009 hi havia 1 farmàcia i 1 ambulància.
El 2009 hi havia una escola elemental. Saint-Clair-sur-l'Elle disposava d'un col·legi d'educació secundària amb 284 alumnes.

## Poblacions més properes
El següent diagrama mostra les poblacions més properes.